# Gilbert Blardone
Pour les articles homonymes, voir Blardone.
Gilbert Blardone, né le 10 février 1925 à Évian-les-Bains et mort le 21 mars 2021 dans la même ville, est un économiste français.

## Biographie

### Jeunesse et études
Né dans une famille d’artisans, Gilbert Blardone suit des études en droit et obtient une licence en droit. Il est également diplômé d’études supérieures de droit romain et d’histoire du droit, et obtient un doctorat en sciences économiques de la Sorbonne.

### Parcours universitaire
Une fois agrégé, Blardone devient professeur agrégé d'économie à l'Université catholique de Lyon ainsi qu'à Sciences Po Lyon. Entre 1960 et 1980, il est directeur de l’Institut de sciences sociales appliquées rattaché à l'Université catholique de Lyon. 
Il est un disciple et ami de François Perroux, professeur au Collège de France. Il est aussi proche de Maurice Allais, Prix de la Banque de Suède d’économie.
Il est membre de différentes commissions et revues. Il est directeur de la Chronique sociale entre 1966 et 1972. Il est membre de la Commission générale des Semaines sociales de France de 1958 à 1990.
Directeur de l’Institut de Sciences Sociales Appliquées (ISSA) de l’Université Catholique de Lyon, il met en place en 1970 un enseignement systémique et pluridisciplinaire de l’économie et de l'économie du développement avec la collaboration de collègues géographes, sociologues, politologues, philosophes, théologiens. Cette grille d’analyse systémique et pluridisciplinaire des réalités politiques, économiques et sociales sera expérimentée sur le terrain, en France et à l’étranger. 
Cette approche pluridisciplinaire et appliquée des réalités économiques et sociales intéressera notamment l’Institut International d’Études Sociales (IIES) du Bureau International du Travail (BIT), l’Institut Africain de Genève qui deviendra l’Institut Universitaire d’Études du Développement (IUED), l’Institut  d’Études du Développement Économique et Social (IEDES) dirigé par François Perroux à Paris et l’Université Internationale francophone Senghor d’Alexandrie (Égypte) dont l’objectif est de former les futurs « décideurs » francophones grâce à des enseignements pluridisciplinaires appliqués conduisant à un Diplôme d’Études Professionnelles Approfondies.
Adjoint puis successeur de Joseph Folliet, sociologue français, à la Direction de la Chronique Sociale de France, Blardone organise avec lui de 1950 à 1960 les Sessions africaines de Lyon qui durant un mois chaque année reçoivent de jeunes syndicalistes africains destinés à devenir les cadres des futurs États. Ces jeunes ont été sélectionnés par les Secrétariat Sociaux d’Afrique, qui après l’indépendance, continueront à travailler avec eux. C’est Marius Gonin, journaliste lyonnais, pionnier du catholicisme social, fondateur de la Chronique Sociale de France (1892), Centre de réflexion et d’informations sociales, qui avait lancé les Secrétariats Sociaux, relais de la Chronique Sociale dans les régions. Ils ont essaimé plus tard en Afrique. 
En 1962, au retour d’une Afrique en plein bouleversement, avec une jeunesse avide de découvrir le monde, Blardone convainc Georges Hourdin  et les dirigeants de Malesherbes Publications à Paris, éditeur de La Vie Catholique, de lancer un magazine consacré aux Jeunes Nations et à leur développement. Il s'agira de la revue Croissance des Jeunes Nations.
Parallèlement à Lyon, Blardone ouvrira l’un des premiers centres de documentation sur le Tiers Monde qui prendra le nom de la Revue – Centre Croissance des Jeunes Nations. En 1972, le Centre lancera « Informations et Commentaires – Le développement en question », plus technique que la revue CJN, cette publication complètera le magazine. En 1990, le relai a été assuré par une équipe pluridisciplinaire de l’Université Pierre Mendès France de Grenoble.
Blardone a enseigné à l’Institut d’Études Politiques de Lyon les relations économiques internationales et les politiques de développement. 
Il est directeur de recherche à l'Institut de sciences mathématiques et économiques appliquées (ISMEA) à Paris. Ses recherches portent principalement sur le thème des investissements et du développement. Il mène des recherches au Bureau international du travail (BIT), sur les thèmes de la population, du progrès technique et social. Il fait enfin partie du programme national suisse de recherche (PNR 28, Berne), sur le thème des stratégies de développement et les programmes d’ajustement structurel du FMI, avec une application notable à Madagascar et à la Tanzanie.
Il est le fondateur et président d'honneur de l'Association François Perroux, en hommage à son ami économiste et professeur au Collège de France. 
Il anime la revue Informations et commentaires entre 1972 2008, ainsi que de la revue Croissance des jeunes nations, publié au Groupe Malesherbes Publications entre 1961 et 1985.
Il est professeur invité aux universités de Santiago du Chili, de Mexico, de Lima, d'Alexandrie, de Yaoundé, de Rabat, et l'Université du Michigan.
Entre 1960 et 2000, il est embauché comme économiste spécialisé dans les pays du Tiers-Monde pour effectuer des diagnostics économiques et financiers en Afrique et Amérique latine.

### Retraite et poursuite d'activité
Une fois à la retraite, Blardone continue d'écrire dans différentes revues. Il entreprendre en 2007 une chronologie des crises économiques, accompagnée de leur signification à la fois économique et sociale. Il continue de publier sur son blog, hébergé par le journal Le Monde.

## Pensée

### Conception épistémologique de l'économie
Blardone se pose comme un contradicteur des idéologies, et affirme une volonté d'analyser les réalités en plaçant l'homme au centre des politiques économiques, sociales et environnementales.  
La pratique de l’analyse économique, tant au niveau micro que macro économique, persuade Blardone que les économistes comme François Perroux et Maurice Allais, pour qui "l’Homme doit être au centre de l’analyse et des politiques économiques et sociales et non l’argent", sont les mieux à même de comprendre le réel, alors les idéologies et leurs dogmes obscurcissent les réalités et faussent les analyses. Ceci conduirait à des politiques inadaptées au réel qui n’atteignent pas les objectifs qu’elles se sont fixés

### Fin de l'ère de Bretton-Woods
Il fait partie des économistes au centre des débats sur la pertinence du système de Breton Woods durant les Trente Glorieuses. Dans le numéro du 19 décembre 1967 du Monde, il débat avec Maurice Allais sur l’avenir de la convertibilité du dollar en or et du système monétaire international issu des accords de Breton Woods. Maurice Allais proposait de doubler le prix de l’or pour « fournir à l’économie mondiale les liquidités-or qui lui sont nécessaires », alors que Blardone, proposait au contraire de « démonétiser l’or » au profit d’une simple monnaie de compte créée dans le cadre du Fonds Monétaire International, qui prendrait la forme de crédits ouverts aux diverses nations en fonction de leur véritable besoin de développement ». Il se montre ainsi plus favorable au plan proposé par John Maynard Keynes à Bretton-Woods, basé sur le Bancor.

### Crise de la dette
Il accuse l’idéologie néolibérale, qui s'accompagne selon lui d'une vision purement comptable des réalités, d'une déréliction de l’État, qui ne peut plus prendre en charge l'économie en temps de crise. Il accule également les politiques d’austérité, qui, sous couvert d'une moralité (car elles sont dites « vertueuses ») alimenteraient les crises crise au lieu d’en sortir. 
Il considère cette approche dogmatique de l'économie comme une condamnation des Etats aux déficits et aux endettements, ce qui étoufferait les économies européennes et pérenniserait la crise. Il critique ainsi le dogmatisme de la « règle d’or » de l’équilibre budgétaire et du désendettement des États en toutes circonstances, responsable d’une stagnation de longue durée.
La capacité d’endettement d’un acteur privé ou public dépend selon lui non d’une valeur statistique, quelle qu’elle soit (par exemple 3 % ou 60 % du PIB selon la « règle d’or » européenne), mais de la capacité de l’emprunteur à régler le service de sa dette (intérêts et remboursements) aux dates prévues dans le contrat de prêt. 
En ce qui concerne les États et les collectivités publiques en cas de difficultés pour effectuer ce service à un moment donné du fait de la conjoncture, c’est avec la banque centrale que la question doit être résolue, c’est elle qui devrait être le prêteur en dernier ressort des États et collectivités publiques, non les marchés financiers. La Banque Centrale Européenne n’aurait plus cette fonction. Les États et Collectivités publiques sont ainsi livrés à la spéculation des marchés financiers prêteurs, ce qui met l’Euro sous leur domination et le rend instable. Il considère urgent de rendre à la BCE son rôle de prêteur  en dernier ressort des États et des Collectivités publiques si l’on veut soustraire l’Euro à la spéculation des marchés financiers
L’approche comptable des réalités fige les situations à un moment donné. Elle est purement statique alors que la réalité est mouvante et dynamique. Le monde est en perpétuelle évolution, endetté aujourd’hui, riche demain. Les décisions des acteurs (ménages, entreprises, financières ou non, collectivités, États, etc.) provoquent des opérations qui s’enchaînent les unes les autres, dans un mouvement continu. C’est ce mouvement que l’analyse économique, monétaire, sociale, écologique… doit éclairer et expliquer pour proposer des politiques adaptées aux situations concrètes.
Ce sont ces circuits économiques et monétaires résultant des opérations des acteurs que les politiques économiques et monétaires doivent réguler pour éviter  les crises et promouvoir une activité économique forte et durable assurant le plein emploi des hommes et des équipements pour le mieux-être de tous.
Il considère que dans les conditions d'endettement très favorables dans laquelle la France est depuis 2011, avec des taux d'intérêt très faibles voire négatifs, la politique d’austérité menée en France depuis 2011 n’a aucune justification économique.
Il préconise la mise œuvre d'une politique de libération du potentiel de croissance et d’épargne, qui supposerait de conjuguer une politique de l’offre et une politique de la demande. Du côté de l’offre, il s’agit, à la fois, d’orienter l’épargne vers des investissements productifs et d’améliorer les relations banques – entreprises, et d’assurer aux entreprises des crédits réguliers de fonctionnement et d’équipement quelle que soit la conjoncture. Il s’agit aussi, pour la France de pratiquer la préférence communautaire dans ses relations économiques internationales. Du côté de la demande, la reprise de l’activité doit permettre d’une part d’améliorer  les minima sociaux pour assurer à la population concernée le minimum vital ; d’autre part, dans les entreprises, d’ajuster les salaires à la productivité, le salaire minimum demeurant la base  de l’échelle des salaires.

### Tiers-monde
La décolonisation des années 1950 et 1960 mettant au premier plan les questions du sous-développement, Blardone oriente ses recherches sur les réalités du sous-développement et les conditions du développement dans le Tiers Monde. Il se montre rapidement en faveur d'une création de « Zones d’échanges organisés » pour les pays du Tiers-monde, afin d'organiser entre eux une coopération fondée sur les besoins des populations.
Il estime que plus la mondialisation est anarchique, plus les problèmes, les dysfonctionnements et les crises qu’elle suscite imposent de trouver des solutions à tous les niveaux de décisions; au niveau macroéconomique des États comme au niveau microéconomique des entreprises. Les communes, les régions, les nations, les groupes de nations doivent être concernés par la recherche des solutions et doivent se répartir les tâches et les responsabilités.

### Économie sociale et solidaire
Le début du XXIe siècle étant marqué par l'émergence des nouveaux moyens de communication, d’information et de formation au service des acteurs de la vie politique, économique et sociale, le capitalisme ﬁnancier n'est, selon Blardone, qu’un mode archaïque de gestion de l’entreprise et de l’économie correspondant à une époque où seul l’argent permettait la compétence du fait de l’accès aux connaissances et à la communication qu'il permettait. 
Or, le XXIe siècle ouvre à tous l’accès à la connaissance et à la compétence, rendant la coopération de tous les acteurs à la gestion de l’entreprise et de l’économie possible ; elle créerait, selon Blardone, une paix sociale durable, une stimulation du dynamisme et de la créativité de tous, et, in fine, l'élimination des crises. La multiplication des autos-entreprises est une illustration de ce dynamisme au niveau même des populations. La formation continue, notamment en matière de gestion, garantit la compétence.
Blardone considère que le XXe siècle doit être celui de la substitution de la gestion de l’entreprise par le seul capital et la volonté de domination économique liée à l'attrait du gain, qui est source de crises à répétition, de chômage et d'inégalité, par une gestion participative de tous les acteurs concernés, en fonction de leurs responsabilités respectives.
Cette gestion participative à tous les niveaux de décisions, dans leur préparation comme dans leur exécution, garantirait selon lui leur efficacité étant donné à la fois la complexité des problèmes et l’évolution des mentalités.
Blardone considère l’économie solidaire et sociale de marché comme une potentielle prélude à « la mise en place d’un nouvel ordre économico-productif, socialement responsable et à dimension humaine ». 
L’économie sociale allemande et sa cogestion partielle, mises en place durant la Guerre froide, visaient à rendre supportable par les travailleurs un capitalisme qu’il s’agissait d’aménager et de sauver, notamment face à la menace soviétique. Blardone s'en inspire pour préconiser un changement de système de gestion et non pas un aménagement du capitalisme. Cela implique des institutions techniques, économiques et financières spécialisées d’accompagnement et un système de formation continue des acteurs. Certaines existent et ont déjà  fait leurs preuves.
Blardone remarque que la soumission des entreprises au capital conduit à des aberrations économiques, telles que la possibilité pour des entreprises aux carnets de commandes remplis d'être mises en liquidation parce que les actionnaires estiment les bénéfices de l'entreprise sont insuffisants pour leur assurer un minimum de 15 % de retour sur investissement (ou parce que les banques commerciales leur refusent un crédit de fonctionnement du fait d'une rentabilité estimée comme pas assez élevée). Il en tire la conclusion que la soustraction de ces entreprises à la domination du capital est la seule possibilité réaliste pour sauver le tissu de PME européen. La gestion doit pouvoir être assurée par une étroite coopération entre tous les acteurs intéressés certains de trouver les appuis techniques et financiers que justifie leur bonne santé économique. Il s’agit pour Blardone de passer d’une gestion étroitement capitaliste à une gestion solidaire et sociale de marché dans laquelle, créativité, travail, argent, fournisseurs et clients sont associés pour le mieux-être de tous et dans laquelle les banques commerciales accompagnent les entreprises.

### Sur la zone euro
Blardone réfléchit sur la Zone euro et son rapport à la France. Il se montre en faveur d'une politique de sortie de crise vigoureuse qui passe par une relance économique ambitieuse. 
Dans son ouvrage La crise 2007-2014, Chronologie, analyse et perspectives. Du capitalisme financier à l’économie solidaire et sociale de marché, Blardone tire les leçons de sept années d’une crise qui semble ne pas finir, estimant qu'en sortir nécessiterait d'aller au-delà des politiques de relance classique à court terme et du rejet de l’austérité. Il conseille ainsi d'établir ou rétablir au sein de l’Union Européenne et notamment en France la pratique des budgets cycliques qui visent à réguler le flux des monnaies d’origine étatique. Il conseille de laisser filer le déficit budgétaire en période de crise et de mettre les budgets en équilibre en période de pleine activité. 
La pensée de Blardone se concentre également sur le rôle de la Banque Centrale Européenne. Il considère que celle-ci doit se rétablir dans ses fonctions d'émettrice de monnaie, qui soit fonction des besoins de l'économie européenne. En tant que banque des banques, elle devrait créer des incentives pour éviter les politiques de crédit aventureuses, tout en fournissant aux entreprises les fonds de fonctionnement et d’investissement indispensables à leur activité. Une coopération réaliste des entreprises et des banques peut assurer aux entreprises une activité suffisante à leur survie en leur permettant de s’adapter aux variations de la conjoncture par l’innovation. 
Il est en faveur des programmes de rachat de dettes des États par la BCE, celle-ci devant selon lui devenir prêteuse en dernier ressort et accompagner les États dans la gestion de leur dette soustraite à la spéculation. Remarquant que les États-Unis, où est née la crise des subprimes, a réussi à se sortir du marasme économique plus tôt que l'Europe grâce à une politique monétaire active (quantitative easing) de la FED, il considère que la crise perdure en Europe essentiellement du fait des politiques d’austérité et de l’abandon de la préférence communautaire.  
Il se montre en faveur d'une réforme fiscale européenne qu permette de faciliter la compétitivité des entreprises de l’Union par rapport à leurs concurrents étrangers, en mettant en place un impôt sur les sociétés européen qui soit à 10% et non 25%.  
Il considère que les exportations de l'UE connaîtront une croissance importante à condition que la préférence communautaire, prévue par le Traité de Rome de 1957, soit rétablie. Il se montre aussi en faveur d'une politique de mise en place de taxes anti-dumping, notamment contre le dumping fiscal, afin de décourager les concurrences sauvages entre les États eux-mêmes et en provenance des pays étrangers. 
Pensant la guerre économique à travers la domination du dollar américain comme monnaie internationale, il considère que, les États-Unis se servent de plus en plus de leur monnaie pour assurer leur domination sur ses utilisateurs et punir les banques qui n’obéissent pas aux lois américaines, seul un Euro protégé des attaques spéculatives par la BCE peut être une alternative crédible au dollar.

## Vie privée
Blardone a, de son mariage en 1948 avec Marie Thérèse Parisot, trois enfants (une fille économiste et deux fils ingénieurs), ainsi que dix petits-enfants et treize arrière-petits-enfants.  

## Principales publications
- Initiation aux problèmes d’outre-mer : colonisation, décolonisation, sous-développement.  Lyon, Ed. de la Chronique sociale de France, 1959.
- Initiation économique et sociale. Lyon, Ed. de la Chronique sociale de France, 1964.
- Le circuit économique. T. 1-3. Paris, Bloud et Gay, 1964. 3 vols.
- Les investissements et la propagation de leurs effets dans les pays sous-développés. Paris, Institut de sciences économiques appliquées, 1964.
- Progrès économiques dans le tiers-monde : environnement socio-politique, croissance démographique et urbanisation. Paris, Librairie sociale et économique, 1972. 233 p.
- Progrès économiques dans le tiers monde : population active, productivité, croissance et développement. Paris, Librairie Sociale et Économique, 1973. 279 p. (Institut international d’études sociales. Cahiers, 11.)
- Population, progrès technique et social, développement économique et emploi : modèle socio-économique ; application à une région rurale française. Genève, 1978. 103 p. (Bureau international du travail. Programme mondial de l’emploi. Working papers,	66.)
- De la ‘désarticulation’ au ‘développement global, endogène et intégré’ : le développement dans l’économique de François Perroux.  Monde en développement 	(Paris), 9(35), p. 11-33.
- Chômage, défit extérieur, inflation… Comment en sortir ? Paris, Ed. du Cerf, 1981.
- L’interdépendance générale chez François Perroux et le bon usage de l’équilibre ; introduction.  Dans : Perroux, François. Dialogue des monopoles et des nations. Grenoble, Presses universitaires de Grenoble, 1982.
- Vaincre le chômage. En collab. Paris, Ed. de l’Épargne, 1987. 265 p.
- Le système monétaire international. 2e éd. Par P. Pascallon et G. Blardone. Paris, Ed. de l’Épargne, 1989.
- Le Fonds monétaire international, l’ajustement et les coûts de l’homme : dégager de nouveaux chemins. Paris, Ed. de l’Épargne, 1990.
- « Économie de marché ou économie capitaliste ? » Dans : Association lyonnaise des 	Amis de François Perroux. La coexistence pacifique vingt ans après. Paris, Ed. de l’Épargne, 1992, p. 199-227.
- « La coopération industrielle des pays de l’OCDE : nouvelles tendances et nouvelles pratiques. » Dans : Association lyonnaise des Amis de François Perroux. La nouvelle coexistence des nations. Sous la dir. de L. Abdelmaki et D. Dufourt. Paris, Ed. de l’Épargne, 1994, p. 211-238.
- Fonds monétaire international, endettement du tiers monde et ajustement structurel : analyse méthodologique appliquée à Madagascar et à la Tanzanie. En collab. avec Lothar Caviezel. Berne, P. Lang, 1995.
- « Une double contradiction : libre échange et complexité du réel. » Dans : Association lyonnaise des Amis de François Perroux. Nouveaux aspects des échanges internationaux : globalisation et régionalisation. Paris, Ed. de l’Épargne, 1995, p. 95-105.
- « La zone franc après la dévaluation. » Dans : Association lyonnaise des Amis de François Perroux. Zone franc : du franc CFA à la monnaie unique européenne. Sous la dir. de R. Sandretto. Paris, Ed. de l’Épargne, 1995, p. 231-246.
- « La zone franc et la monnaie unique européenne : la montée des inégalités. » Dans : 	Association lyonnaise des Amis de François Perroux. Zone franc : du franc CFA à la monnaie unique européenne. Sous la dir. de R. Sandretto. Paris, Ed. de l’Épargne, 1995, p. 221-228.
- « François Perroux : le centenaire d’un grand économiste » Par Raymond Barre, Gilbert Blardone et Henri Savall. Paris, Economica, 2005. 170 p. fiche de lecture
- « La crise 2007-2014, Chronologie, analyse et perspectives. Du capitalisme financier à l’économie solidaire et sociale de marché » 406 p.  (ISBN 979-10-227-3280-2) éditions papier et numérique Ed. Bookelis En vente aussi sur Amazon et dans les librairies.
- "Comprendre l'activité et les politiques économiques. L'économie de la vie" - 188 p. édition papier et numérique. Ed. Bookelis

Nombreux articles et chroniques économiques dans diverses revues dont Croissance des jeunes nations, Informations et commentaires et dans divers journaux dont Le Monde et La Croix.